# 김정수 (건축가)
김정수(金正秀, 1919년~1985년)는 대한민국의 건축가이다. 한국 건축설계사무소의 효시가 된 종합건축연구소를 창설하였으며, 장충체육관·여의도 국회의사당 등을 설계하였다. 평양직할시 출신이다. 1941년 경성고공(京城高工) 건축공학과를 졸업했고, 1947년 미군정청 총무처 설계과장, 1951년 운크라 주택국 기사로 재직했다. 1953년 이래 종합건축연구소 소장으로 있으며 1953년-1955년 서울대학교 공과대학 및 한양공과대학의 강사를 거쳐,  1956년 교환교수로 도미(渡美), 미네소타대학원에서 연수했다. 1957년 서울공대 조교수 대우, 1961년부터 연세대학교 이공대학 교수를 거쳐 건축공학과장이 되었다. 1955년 국전 초대작가, 1958년 대한건축학회 이사, 1960년 대한건축사협회 부회장, 1962년 대한건축학회 부회장을 각각 역임했으며 1960년 서울특별시 문화상을 수상했다. 대표 작품으로 〈종로YMCA회관〉, 〈성모병원〉, 〈한일빌딩〉, 〈성신여고 교사〉가 있다.

## 경력
1941년 경성고공(京城高工, 현 서울대 공과대학) 건축공학과 졸업
1947년 미군정청 총무처 설계과장
1951년 유엔한국재건단(UNKRA) 주택국 기사
1961년  연세대 이공대 건축공학과 교수

## 같이 보기
- 한국의 건축가 목록